# 나카야마다이라온센역
나카야마다이라온센역(일본어: 中山平温泉駅)은 일본 미야기현 오사키시에 위치한 동일본 여객철도 리쿠우토 선의 철도역이다. 단선 승강장 1면 1선의 구조를 갖춘 지상역이다.

## 역 주변
- 나카야마다이라 온천

## 역사
- 1917년 11월 1일 : 나카야마다이라역으로서 개업.
- 1983년 3월 7일 : 교환 설비 철거, 간이 위탁화.
- 1987년
  - 2월 : 위탁 선결찰 상태에 의해 간이 위탁 중지.
  - 4월 1일 : 일본국유철도 분할 민영화에 의해, 동일본 여객철도가 승계.
- 1997년 3월 22일 : 나카야마다이라온센역으로 개칭.

## 인접역
| ■ 리쿠우토 선          | ■ 리쿠우토 선 | ■ 리쿠우토 선      |
| ---------------------- | ------------- | ------------------ |
| 나루코온센 고고타 방면 | ■ 리쿠우토 선 | 사카이다 신조 방면 |